# دوغ مارتن (لاعب كرة قدم أمريكية)
دوغ مارتن (بالإنجليزية: Doug Martin)‏ هو لاعب كرة قدم أمريكية أمريكي، ولد في 22 مايو 1957 في فيرفيلد في الولايات المتحدة.

## وصلات خارجية
- دوغ مارتن على موقع مرجع كرة القدم المحترفة.كوم (الإنجليزية)